# Målingenkratern
Målingenkratern är ett samtidigt meteoritnedslag som bildat sjön Målingen(ej attförväxla med den betydligt större Målingen i Härjedalens kommun) i norra Näkten vid Hackås, Jämtland, som den större Locknekratern. Målingenkratern är karaktäristisk och formerna väl bevarade så att man på plats, även som lekman, kan uppfatta kraterns utsträckning. Kombinationen med två samtidiga kraternedslag är världsunik. Den nedfallande asteroiden har splittrats i två delar där den cirka 600 meter stora skapat Locknekratern medan den cirka 250 meter stora kraschat 16 km sydväst därom och skapat Målingenkratern. Nedslagen är daterade till för cirka 458 miljoner år sedan. Geocenter i Ångsta är uppbyggt för att sprida kännedom och förmedla främst geologiska kunskaper runt händelsen.